# شهرستان وولژسکی (استان سامارا)
شهرستان وولژسکی (به لاتین: Volzhsky District) یک شهرستان در روسیه است که در استان سامارا واقع شده‌است.